# 佐用町

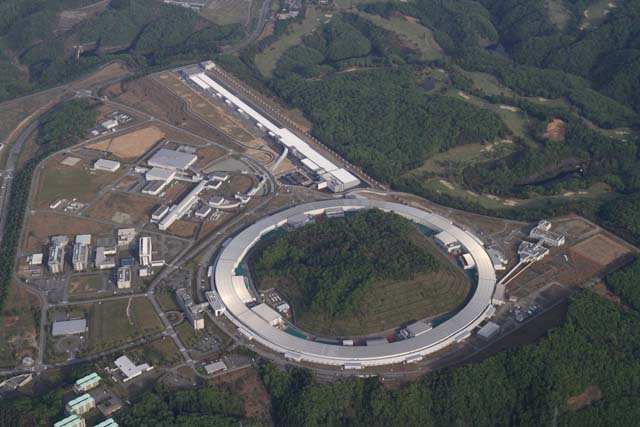
SPring-8とSACLA

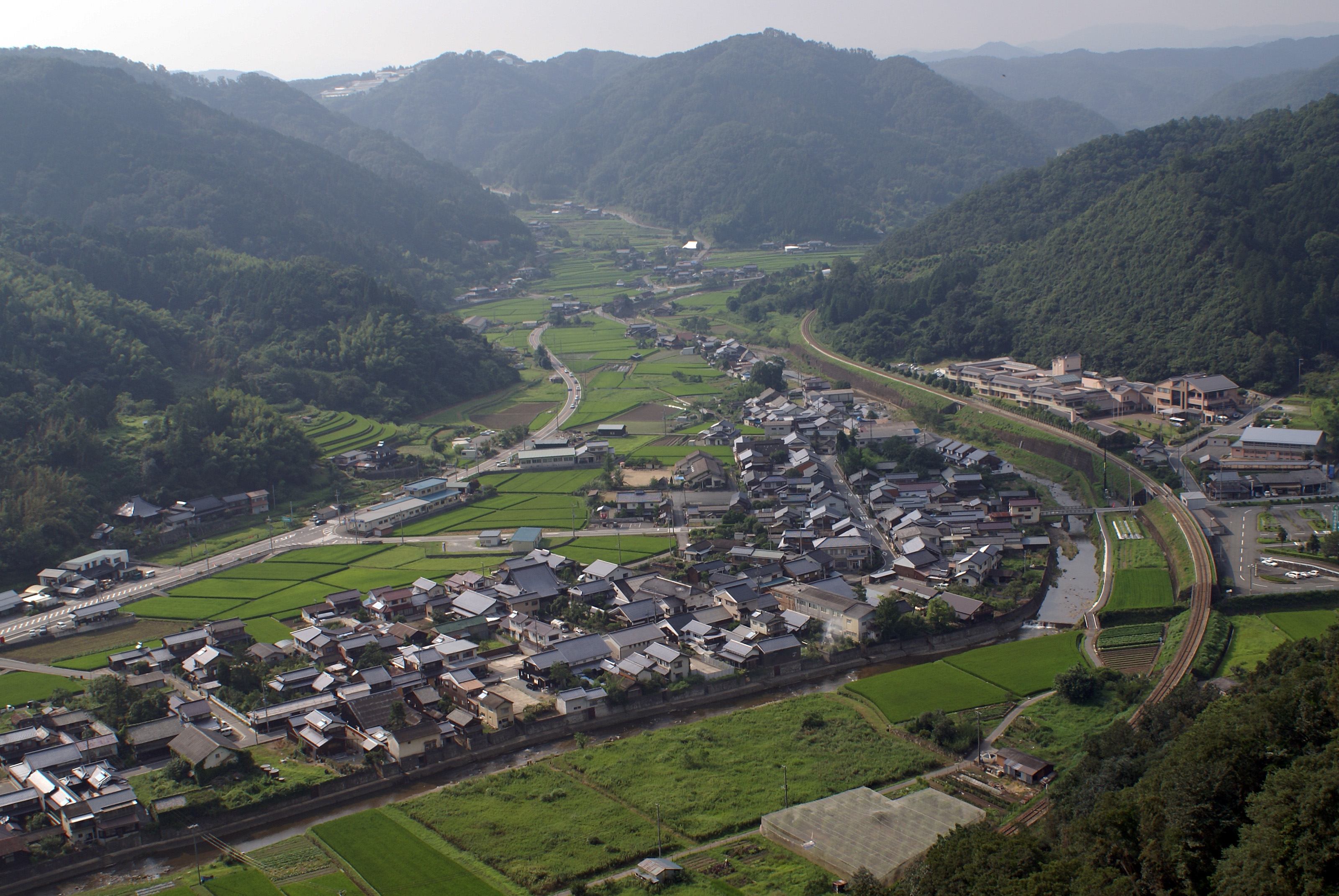
旧因幡街道平福宿

佐用町（さよちょう, さようちょう）は、兵庫県の南西部に位置し、佐用郡に属する町。人口は県内41自治体中第36位、面積は県内第10位。
本項では町制前の名称である佐用村（さよむら）についても述べる。

## 地理
中国山地の東端部に連なる西播磨山地があり、この山地を水源とする千種川水系が北から南に貫流し、全体的に平地の占める割合は少ない。
出雲街道と因幡街道の交わる位置にあり、千種川水系の佐用川（さよがわ）沿いの盆地に町が形成されている。晩秋から冬にかけての早朝には、しばしば「佐用の朝霧」と呼ばれる霧が立ち込める。
- 河川：千種川

| 佐用の気候               | 佐用の気候   | 佐用の気候   | 佐用の気候   | 佐用の気候    | 佐用の気候    | 佐用の気候    | 佐用の気候    | 佐用の気候    | 佐用の気候    | 佐用の気候   | 佐用の気候   | 佐用の気候  | 佐用の気候       |
| 月                       | 1月          | 2月          | 3月          | 4月           | 5月           | 6月           | 7月           | 8月           | 9月           | 10月         | 11月         | 12月        | 年               |
| ------------------------ | ------------ | ------------ | ------------ | ------------- | ------------- | ------------- | ------------- | ------------- | ------------- | ------------ | ------------ | ----------- | ---------------- |
| 降水量 mm （inch）       | 48.3 (1.902) | 58.5 (2.303) | 96.8 (3.811) | 106.6 (4.197) | 137.1 (5.398) | 166.0 (6.535) | 215.3 (8.476) | 140.0 (5.512) | 184.6 (7.268) | 99.7 (3.925) | 59.0 (2.323) | 57.9 (2.28) | 1,369.8 (53.929) |
| 平均降水日数 （≥1.0 mm） | 7.7          | 8.7          | 10.5         | 9.6           | 9.9           | 11.4          | 11.6          | 9.4           | 10.1          | 7.6          | 6.5          | 7.6         | 110.5            |
| 出典：気象庁             |              |              |              |               |               |               |               |               |               |              |              |             |                  |

### 隣接している自治体
- 兵庫県
  - 宍粟市
  - たつの市
  - 赤穂郡上郡町
- 岡山県
  - 備前市
  - 美作市

## 歴史
古代の播磨国佐用郡の地。郡中心部の佐用町本位田甲には延喜式内社・佐用都比売賣（さよつひめ）神社が鎮座する。佐用都比売賣は『播磨国風土記』に登場する神で、別名・玉津日女命（たまつひめのみこと）と言う。玉津が兄である伊和大神（いわのおおかみ）と国の占有を巡って争った際に、鹿の腹を裂いてその血に種を撒き一夜で稲の苗を育て、その一夜苗を五月に植えたところ兄神が「五月夜に植えたな」と言ってその地から去ったことから、苗を植えた地域を「五月夜郡（さつきよのこおり）」と名付け、玉津日女も佐用都比売賣と名を変え農業の神として敬われるようになった。『播磨国風土記』には佐用とは五月夜（さよ）の意であると説く。古書においては「さよ」は賛用、狭依、賛容などとも表記された。
なお、佐用は元来「さよ」と読んでいたが、1955年（昭和30年）の合併時に「さよう」に読みを変更している。
- 1349年（南朝：正平4年、北朝：貞和5年） - 赤松氏一族の別所敦範が利神山に利神城を築く。
- 1600年（慶長5年） - 姫路藩主池田輝政の甥の由之により利神城に三層の天守閣と、平福の町並みの原型となる城下町の建設が開始される。
- 1609年（慶長14年） - 3万2千石に増加され、由之は備前国下津井城に転出する。
- 1615年（元和元年） - 輝政の6男池田輝興が兄で岡山藩主の忠継が死去したため、その遺領より佐用郡など2万5千石を分与されて、平福藩が立藩する。
- 1631年（寛永8年） - 赤穂藩主だった兄の政綱が継嗣無くして死去したために赤穂藩を嗣ぐこととなり、平福藩は廃藩となる。平福には旗本松平康朗が5千石で入り、明治までこの地を治める。
- その後山崎藩領、天領等を経る。
- 1697年（元禄10年） - 三日月藩（別名：乃井野藩）が立藩。1万5千石の城下町として森家9代174年の治世を行う。
- 1871年8月29日（明治4年7月14日） - 三日月藩を廃止して、三日月県が成立する。
- 1871年（明治4年）11月2日 - 姫路県（11月9日以降は飾磨県）に統合される。
- 1876年（明治9年） - 第2次府県統合により兵庫県の所属となる。
- 1964年（昭和39年）4月1日 - 初代の町章を制定する[4]。
- 1983年（昭和58年）
  - 5月14日 - 文化センター完成。
  - 6月1日 - 歯科保健センター開設。
- 1985年（昭和60年）7月22日 - 千種川が全国名水百選に選ばれる。
- 1988年（昭和63年）6月6日 - 瑠璃寺の不動明王坐像が国の重要文化財に指定される。
- 1990年（平成2年）- 兵庫県立西はりま天文台公園開園、および兵庫県立西はりま天文台開所。
- 1991年（平成3年）12月12日 - 瑠璃寺にジャンボ絵馬設置。
- 1997年（平成9年）10月 - SPring-8の供用開始。
- 2000年（平成12年）
  - 6月6日 - 佐用郡合併協議会を設置。
  - 1月31日 - 佐用郡合併協議会を解散。
  - 7月1日 - 佐用町、上月町、南光町の3町による合併協議会が発足。
  - 9月12日 - 南光町長選挙で山田兼三が7選。
  - 10月12日 - 佐用郡4町の合併協議会が再発足する。
- 2006年（平成18年）3月31日 - 2代目の町章を制定する[5]。
- 2009年（平成21年）8月9日 - 台風9号の影響により佐用川（さよがわ）が氾濫し、山崩れなどの被害を受け、20人の死者を出した[6][7]。

初代の佐用町旗
初代の佐用町章
2代目の佐用町旗
2代目の佐用町章

### 行政区域の変遷
- 1889年（明治22年）4月1日 - 町村制の施行により、佐用村・山脇村・真盛村・山田村・長尾村・本位田村・円応寺村の区域をもって佐用村（さよむら）が発足。
- 1928年（昭和3年）10月1日 - 佐用村が町制施行して佐用町（さよちょう）となる。
- 1955年（昭和30年）3月1日 - 佐用町が平福町 ・江川村・石井村 ・長谷村と合併して佐用町（さようちょう）が発足。
- 2005年（平成17年）10月1日 - 佐用町が上月町・南光町・三日月町と合併して佐用町が発足。

## 行政

### 歴代町長
佐用町（3代目）（2005年（平成17年） - ）
| 代   | 氏名     | 就任年月日               | 退任年月日 |
| ---- | -------- | ------------------------ | ---------- |
| 初代 | 庵逧典章 | 2005年(平成17年)11月13日 | 現職       |

### 衆議院
- 任期：2021年（令和3年）10月31日 - 2025年（令和7年）10月30日（「第49回衆議院議員総選挙」参照）

| 選挙区 | 議員名 | 党派名     | 当選回数 | 備考   |
| --- | ------ | ---------- | -------- | ------ |
| 兵庫県第12区（佐用町、相生市、赤穂市、たつの市、宍粟市、姫路市（旧家島町・夢前町・香寺町・安富町域）、神崎郡、揖保郡、赤穂郡） | 山口壯 | 自由民主党 | 7        | 選挙区 |

## 経済

### 産業
- 第1次産業 549人(12.6%)
- 第2次産業 1,239人(28.4%)
- 第3次産業 2,577人(59.0%)

### 立地企業
- グローリープロダクツ株式会社
- 極東産機株式会社 三日月工場
- 井河原産業株式会社 佐用工場
- 神戸新聞社佐用支局
- 株式会社佐用精機製作所

### 金融
指定金融機関:兵庫西農業協同組合

## 地域

### 人口
2010年（平成22年）国勢調査より前回調査からの人口増減をみると、8.28%減の19,273人であり、増減率は県下41市町中40位、49行政区域中48位。
| |                                        |  |
| 佐用町と全国の年齢別人口分布（2005年） | 佐用町の年齢・男女別人口分布（2005年） |  |
| ■紫色 ― 佐用町 ■緑色 ― 日本全国 | ■青色 ― 男性 ■赤色 ― 女性              |  |
| 佐用町（に相当する地域）の人口の推移 \| 1970年（昭和45年） \| 26,410人 \| \| \| 1975年（昭和50年） \| 25,600人 \| \| \| 1980年（昭和55年） \| 24,874人 \| \| \| 1985年（昭和60年） \| 24,516人 \| \| \| 1990年（平成2年） \| 23,827人 \| \| \| 1995年（平成7年） \| 23,341人 \| \| \| 2000年（平成12年） \| 22,337人 \| \| \| 2005年（平成17年） \| 21,012人 \| \| \| 2010年（平成22年） \| 19,265人 \| \| \| 2015年（平成27年） \| 17,510人 \| \| \| 2020年（令和2年） \| 15,863人 \| \| |                                        |  |
| 総務省統計局 国勢調査より |                                        |  |
| 1970年（昭和45年） | 26,410人                               |  |
| 1975年（昭和50年） | 25,600人                               |  |
| 1980年（昭和55年） | 24,874人                               |  |
| 1985年（昭和60年） | 24,516人                               |  |
| 1990年（平成2年） | 23,827人                               |  |
| 1995年（平成7年） | 23,341人                               |  |
| 2000年（平成12年） | 22,337人                               |  |
| 2005年（平成17年） | 21,012人                               |  |
| 2010年（平成22年） | 19,265人                               |  |
| 2015年（平成27年） | 17,510人                               |  |
| 2020年（令和2年） | 15,863人                               |  |

2014年（平成26年）5月8日に「日本創成会議・人口減少問題検討分科会」が発表した2040年人口推計結果で、20歳から39歳までの若年女性の減少率が2010年（平成22年）比で68.2%となり、「消滅可能性都市」の1つとされた。

#### 人口推移
緑色で示したものが、旧佐用町及び佐用町の人口
また、青色を加えたものが現在の町域の人口
括弧内の数字は合併前の佐用町の人口
(なお、人口は国勢調査による各年10月1日時点のものである)
＜参考 - #行政区域の変遷（市制町村制施行以後）＞
| 1940年（昭和15年） | 29,281 （3,894）  |
| 1947年（昭和22年） | 38,253 （5,250）  |
| 1950年（昭和25年） | 38,352 （4,949）  |
| 1955年（昭和30年） | 35,664 （13,298） |
| 1960年（昭和35年） | 32,455 （12,191） |
| 1965年（昭和40年） | 28,921 （10,998） |
| 1970年（昭和45年） | 26,410 （10,135） |
| 1975年（昭和50年） | 25,600 （9,872）  |
| 1980年（昭和55年） | 24,874 （9,717）  |
| 1985年（昭和60年） | 24,516 （9,565）  |
| 1990年（平成2年）  | 23,827 （9,360）  |
| 1995年（平成7年）  | 23,341 （9,131）  |
| 2000年（平成12年） | 22,337 （8,789）  |
| 2005年（平成17年） | 21,012            |
| 2010年（平成22年） | 19,273            |

### 教育
2015年4月現在
- 小学校
  - 佐用町立佐用小学校
  - 佐用町立上月小学校
  - 佐用町立三日月小学校
  - 佐用町立南光小学校
  - 播磨高原広域事務組合立播磨高原東小学校[注釈 1]
- 中学校
  - 佐用町立佐用中学校
  - 佐用町立上月中学校
  - 佐用町立三日月中学校
  - 佐用町立上津中学校
  - 播磨高原広域事務組合立播磨高原東中学校[注釈 1]
- 高等学校
  - 兵庫県立佐用高等学校
- 廃校となった学校
  - （旧）佐用町立佐用小学校（2014年3月廃校、同年4月より同名の小学校が開校）[9]
  - 佐用町立江川小学校（2014年3月廃校）[9]
  - 佐用町立徳久小学校（2014年3月廃校） [9]
  - 佐用町立中安小学校（2014年3月廃校）[9]
  - 佐用町立幕山小学校（2015年3月廃校）[10]
  - 佐用町立久崎小学校（2015年3月廃校）
  - 兵庫県佐用郡佐用町・宍粟市三土中学校事務組合立三土中学校（2015年3月廃校）
  - 佐用町立利神小学校（2020年3月廃校）
  - 佐用町立三河小学校（2020年3月廃校）

### 郵便局
集配郵便局
- 佐用郵便局 - 679-53xx（旧佐用町）、679-52xx（旧南光町）、679-55xx, 56xx（旧上月町）
- 三日月郵便局 - 679-51xx（旧三日月町、たつの市新宮町西栗栖地区）

無集配郵便局
- 平福郵便局
- 江川郵便局
- 石井郵便局
- 上月郵便局（2007年2月集配業務廃止）
- 幕山郵便局
- 久崎郵便局
- 南光郵便局（2007年2月集配業務廃止）
- 三河郵便局
- 末広郵便局

簡易郵便局
- 西徳久簡易郵便局
- 東三日月簡易郵便局
- 中安簡易郵便局

## 交通

### 鉄道路線
西日本旅客鉄道
- 姫新線：三日月駅 - 播磨徳久駅 - 佐用駅 - 上月駅

智頭急行
- 智頭線：久崎駅 - 佐用駅 - 平福駅 - 石井駅
- 中心となる駅：佐用駅

### 一般路線バス
- ウエスト神姫

### 高速バス
- 佐用バスストップ(佐用IC)
- 葛根バスストップ
- 南光バスストップ
- 中国上月
  - 中国ハイウェイバス(西日本ジェイアールバス・神姫バス)
    - 大阪・新大阪 - 津山(急行便)
- 佐用平福バスストップ
  - プリンセスバード号(神姫バス・日ノ丸自動車)
    - 姫路駅 - 鳥取

### 道路
- 高速道路
  - 中国自動車道 佐用IC
  - 鳥取自動車道 佐用平福IC
    - 佐用JCT
    - 上月PA
- 国道
  - 国道179号
  - 国道373号
- 県道
  - 兵庫県道28号上郡末広線
  - 兵庫県道53号宍粟下徳久線
  - 兵庫県道72号若桜下三河線
  - 兵庫県道124号宮原力万線
  - 兵庫県道154号千種新宮線
  - 兵庫県道161号市場佐用線
  - 兵庫県道225号播磨徳久停車場線
  - 兵庫県道240号下庄佐用線
  - 兵庫県道365号上福原佐用線
  - 兵庫県道368号吉永下徳久線
  - 兵庫県道433号塩田三日月線
  - 兵庫県道443号上三河平福線
  - 兵庫県道444号中三河佐用線
  - 兵庫県道449号多賀相生線
  - 兵庫県道524号才金宗行線
  - 兵庫県道547号横坂下徳久線
  - 兵庫県道556号後山上石井線
  - 兵庫県道562号佐用停車場線

## 郵便番号
- 佐用郵便局 - 679-53xx、679-52xx、679-55xx、679-56xx
- 三日月郵便局 - 679-51xx

## 名所・旧跡・観光スポット・祭事・催事

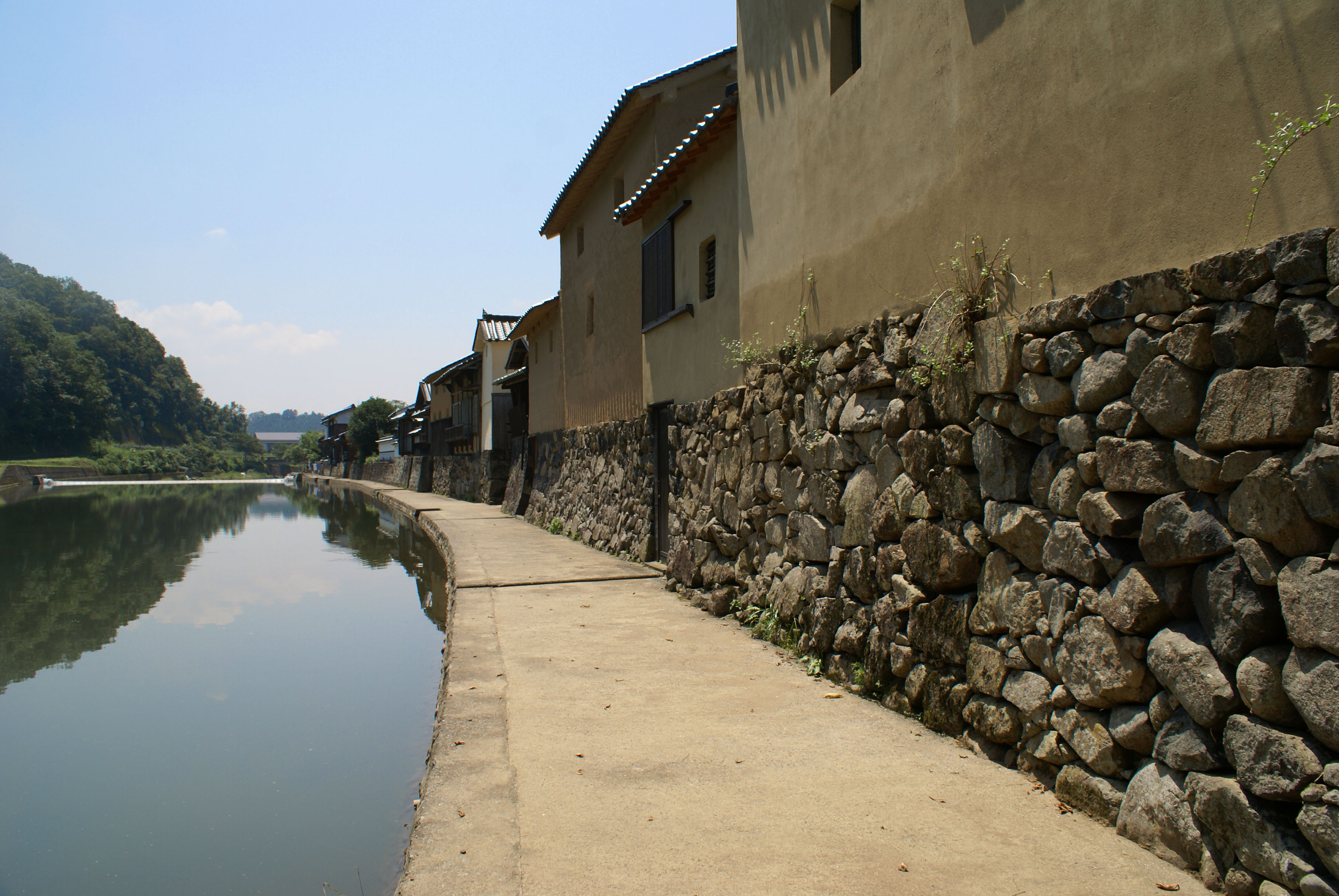
平福の川端風景

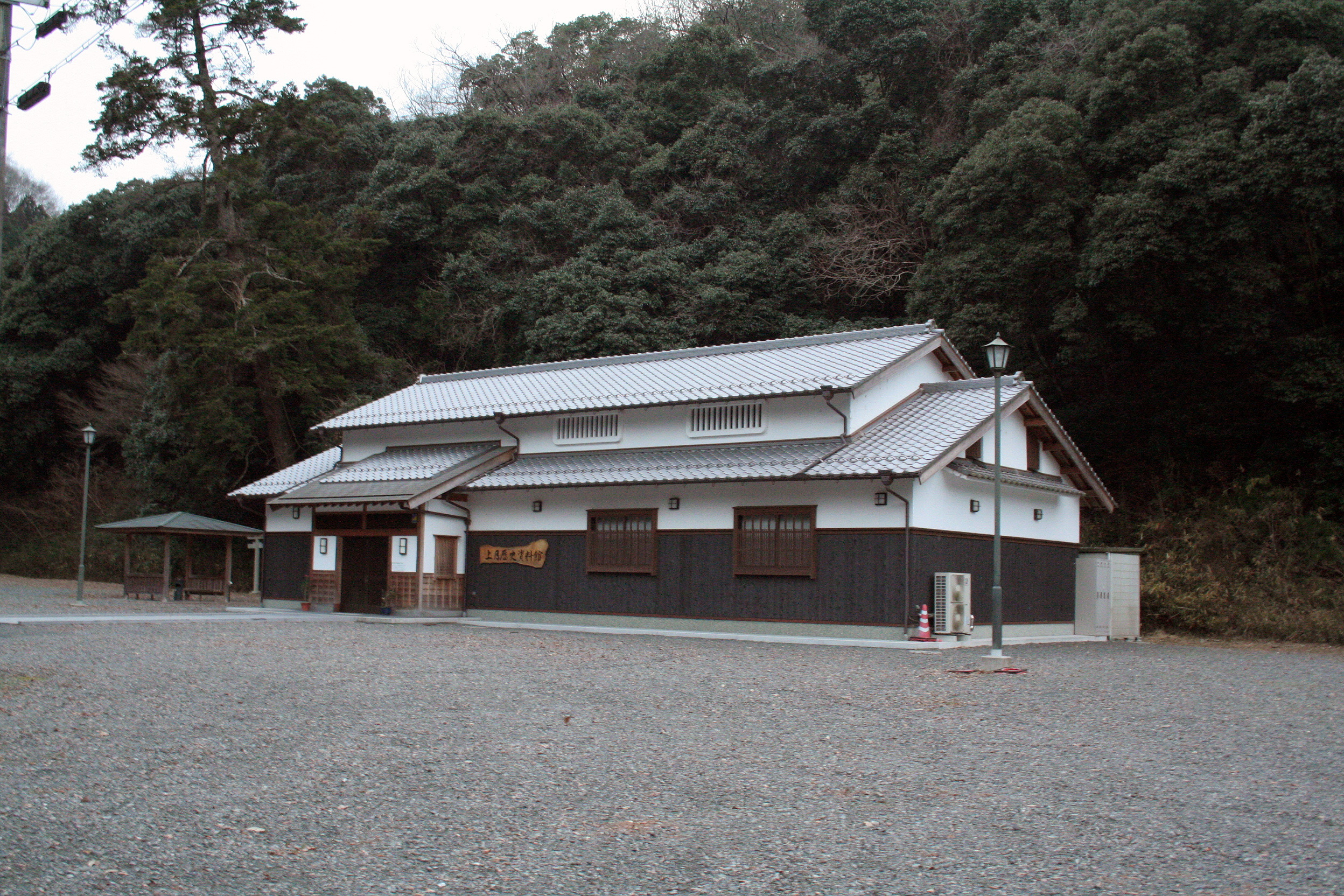
上月城があった太平山山麓にある上月歴史資料館

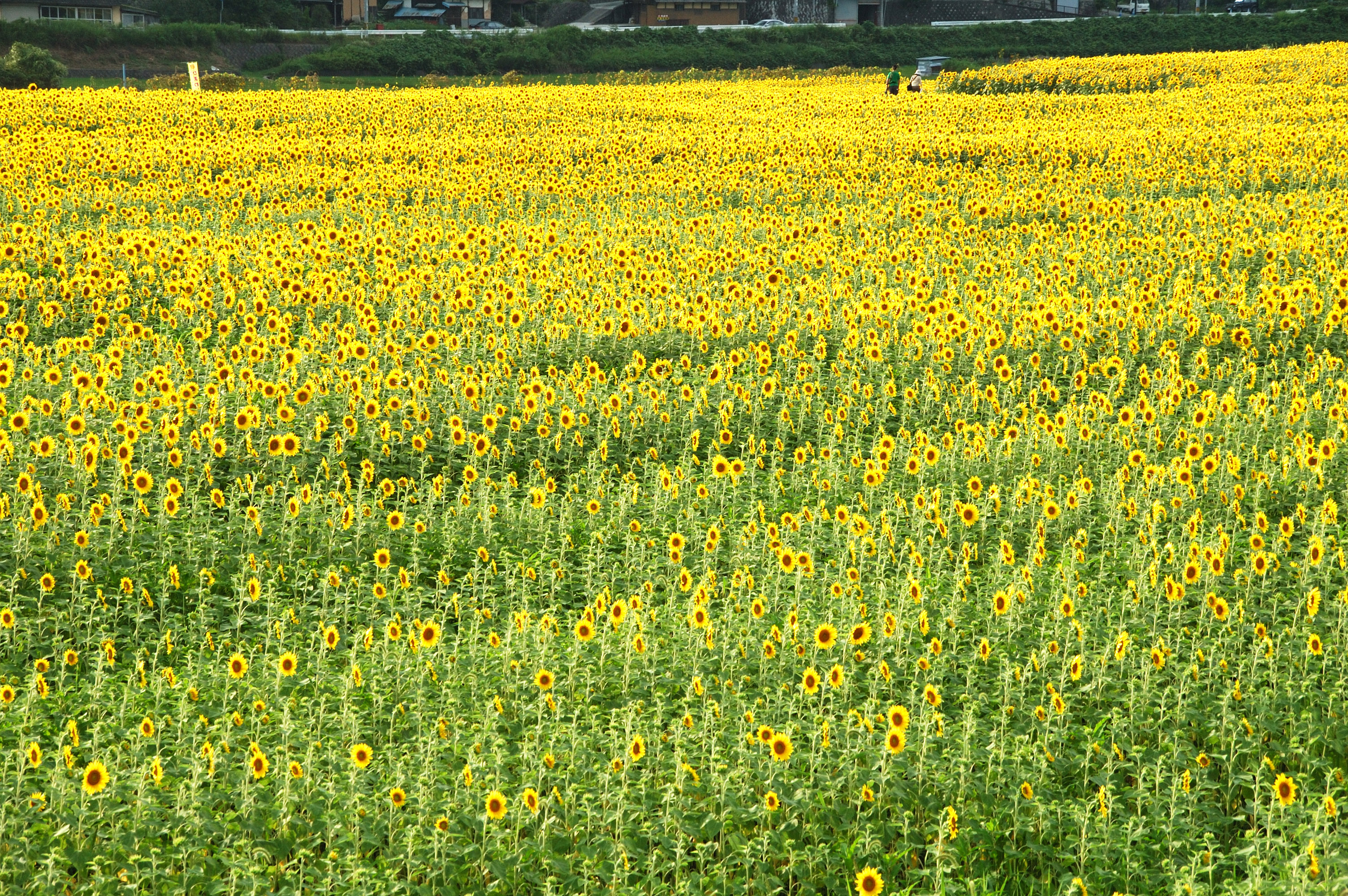
佐用町南光ひまわり祭

### 宿場・集落
- 平福 - 旧因幡街道の宿場
  - 平福陣屋門 - 平福本陣跡 - 瓜生原家 - 旧田住邸 - 平福郷土館 - たつ乃屋醤油本店 - 素盞嗚神社 - 光明寺 - 光勝寺 - 正覚寺 - 宮本武蔵最初の決闘の地 - 道の駅宿場町ひらふく-平福駅
- 目高 (佐用町) - 棚田と古民家の山村集落

### 社寺
- 天一神社（延喜式内社、弥生時代創立と伝わる）
- 南光坊瑠璃寺 - 728年（神亀5年）行基による開創と伝える古寺、高野山真言宗別格本山、播磨西国三十三箇所第11番および新西国三十三箇所第33番札所、大護摩会式は2月第一日曜日
- 済露山高蔵寺 - 播磨西国三十三箇所10番札所
- 木造北条時頼坐像（最明寺蔵、国の重要文化財）
- 福仙寺
- 慶雲寺
- 最明寺
- 常福院

### 城跡・陣屋
- 佐用城跡
- 上月城跡
- 利神城跡（国の史跡）
- 三日月陣屋

### 博物館・資料館
- 佐用町昆虫館[11]
- 上月歴史資料館

### ホール
- スターシャワーの森音楽堂「スピカホール」(H3)

### その他の施設
- SPring-8：播磨科学公園都市にある世界最高性能の放射光施設
  - SACLA：上敷地内にある日本初のXFEL施設
- 兵庫県立大学西はりま天文台
- 旧佐用郡役所（現：佐用郡教育委員会）- 1884年（明治17年）築の西洋館
- 杉坂史跡

### 公園など
- 兵庫県立西はりま天文台公園
- 三方里山公園
- 南光自然観察村
- 船越山モンキーパーク
- 若あゆランド
- 天然温泉佐用の湯
- 西新宿おじいちゃんとおばあちゃんの花しょうぶ園
- 笹ケ丘公園・笹ケ丘荘（町営宿泊施設）
- ビッグスライダー
- 南光ヒマワリ畑
  - 南光ひまわり館
- しゃくなげの里
- 味わいの里三日月
- けんこうの里三日月
- ふれあいの里上月[12]

### 自然
- 飛龍の滝 - 落差20mの三段瀑
- 乙大木谷 - 棚田百選
- 三日月の大ムク（樹齢800年、日本最大のムクノキ、県指定天然記念物）
- 大イトザクラ
- 佐用の大イチョウ
- 弓の木
- カタクリの花

### 塚・墓所
- 平知盛塚
- 雪花姫の墓
- 桜山六人塚
- お菊の墓
- 安倍晴明塚と蘆屋道満塚
- 法師塚

### 祭事・催し
- ひまわり祭り
- 上三河農村舞台
- 子ども歌舞伎
- 武者踊り
- 三日月ふるさと祭り
- 日限地蔵尊夏祭
- ホタル観賞（5月下旬〜6月末、町内の河川にて）

## 著名な出身者
- 小深田大翔（プロ野球選手東北楽天ゴールデンイーグルス所属）
- 河本大作（張作霖爆殺事件首謀者、南満州鉄道理事）
- 安藤裕康（天文学者、元国立天文台ハワイ観測所所長）
- 三枝雄子（女優）
- 堀新（元関西電力会長）
- 谷本賢一郎（タレント、歌手、「ザ・ニュースペーパー」メンバー）
- 岡本隆根（ロックシンガー、シンガーソングライター）
- 大野敬吉（衆議院議員、著作出版業）

## 佐用町が舞台またはモデルとなった作品
- 「秘密のメテオ」（小石りく作の漫画、集英社）